# 인천서곶초등학교
인천서곶초등학교는 대한민국 인천광역시 서구 연희동에 있는 공립 초등학교이다.

## 학교 연혁
| 1929년 | 8월 24일  | 설립                                           |
| 1930년 | 1월 10일  | 부천군 서곶공립보통학교 개교(4년제 2학급 편성) |
| 1933년 | 3월 25일  | 제1회 졸업식                                   |
| 1938년 | 4월 1일   | 서곶공립심상소학교로 개명                      |
| 1940년 | 4월 1일   | 인천정상공립심상소학교로 개명                  |
| 1941년 | 4월 1일   | 인천정상공립국민학교로 개명                    |
| 1941년 | 4월 5일   | 6년제 5학급 편성                               |
| 1946년 | 3월 31일  | 인천서곶국민학교로 개명                        |
| 1971년 | 3월 1일   | 백석국민학교 분리                              |
| 1996년 | 3월 1일   | 인천서곶초등학교로 개칭                        |
| 1998년 | 3월 1일   | 심곡초등학교 분리                              |
| 2002년 | 9월 1일   | 양지초등학교 분리                              |
| 2009년 | 3월 1일   | 다목적 강당 신축                               |
| 2012년 | 12월 12일 | 서곶 꿈나래 전자도서관 개관                    |
| 2013년 | 2월 25일  | 세미나실 구축                                  |
| 2013년 | 8월 14일  | 미술실 구축                                    |
| 2013년 | 9월 30일  | 교문 출입자 통제실 설치                        |
| 2014년 | 3월 31일  | 돌봄 2실 구축                                  |
| 2014년 | 9월 1일   | 제29대 윤우중 교장 취임                        |
| 2015년 | 12월 18일 | 친환경 인조 잔디 운동장 및 생활체육시설 조성   |
| 2016년 | 11월 17일 | 교육복지실 구축                                |
| 2017년 | 12월 29일 | 제83회 졸업식 (졸업생 143, 누계 12,443명)      |
| 2017년 | 3월 1일   | 33학급 편성 (특수학급 2학급 포함)              |

## 참고 자료
- 인천서곶초등학교 - 한국교육학술정보원 학교알리미